# Gardone Riviera
Pour les articles homonymes, voir Gardone.
Gardone Riviera est une commune italienne de la province de Brescia dans la région de Lombardie. Elle est située sur la berge occidentale du lac de Garde.

## Géographie

### Hameaux
Fasano, San Michele, Morgnaga, Tresnico

### Communes limitrophes
Salò, Torri del Benaco, Toscolano-Maderno, Vobarno

## Politique et administration
| Période                                  | Période  | Identité           | Étiquette      | Qualité |
| ---------------------------------------- | -------- | ------------------ | -------------- | ------- |
| 2004                                     | 2009     | Alessandro Bazzani | civiques liste | -       |
| 2009                                     | En cours | Andrea Cipani      | PdL            | -       |
| Les données manquantes sont à compléter. |          |                    |                |         |

## Culture et patrimoine

### Personnalités liées à Gardone Riviera
- Gabriele D'Annunzio (1863-1938), écrivain et poète.
- Francesco Messina, sculpteur.
- Mario Camerini, réalisateur.
- Roberto Visentini, cycliste.

### Monuments
Le monument le plus connu de Gardone Riviera est le Vittoriale degli italiani, qui fut la demeure de Gabriele D'Annunzio. Conçu par l'architecte Giancarlo Maroni  et construit en 1921, il fait partie depuis 1925 des monuments nationaux italiens. 

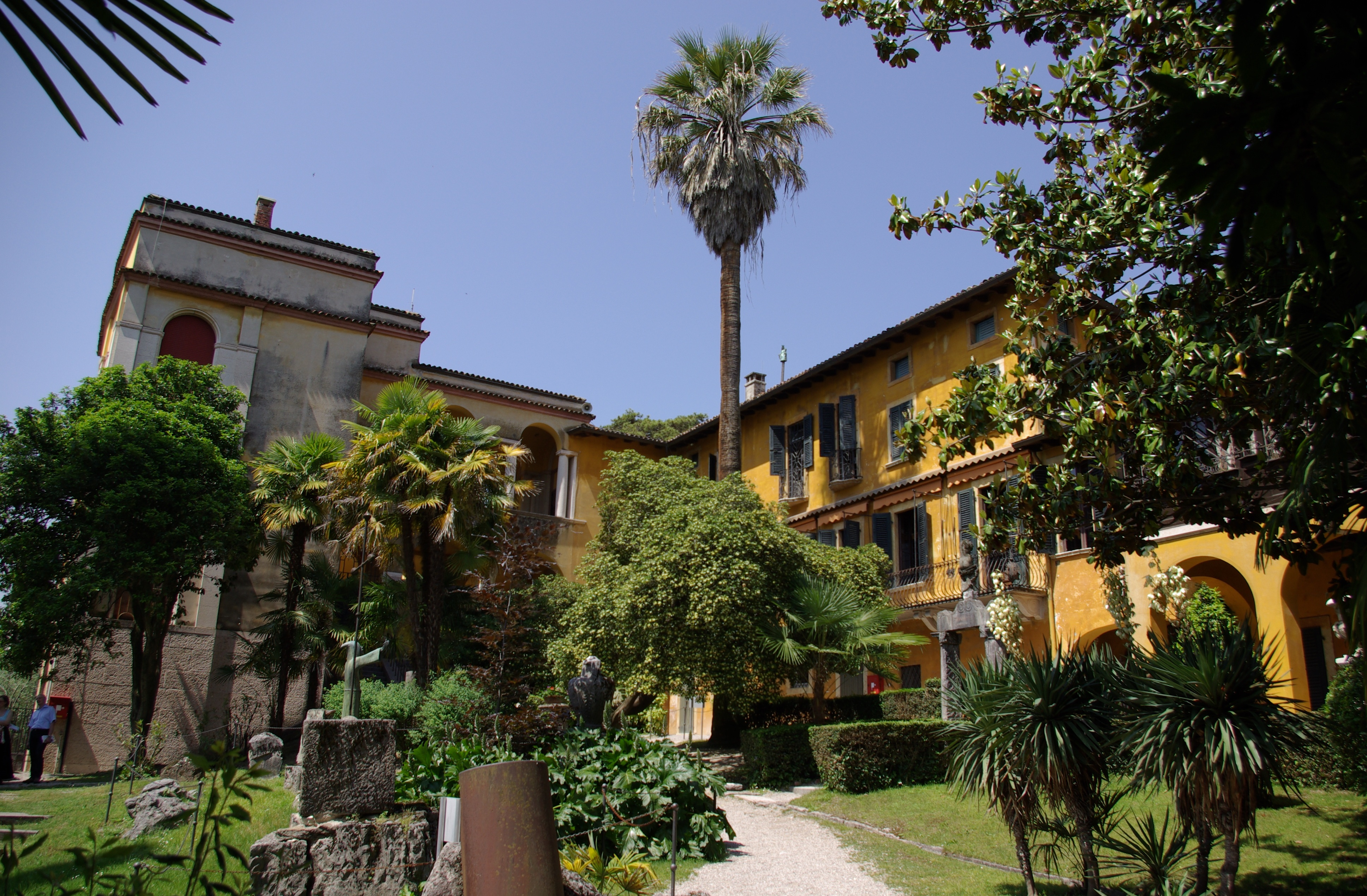
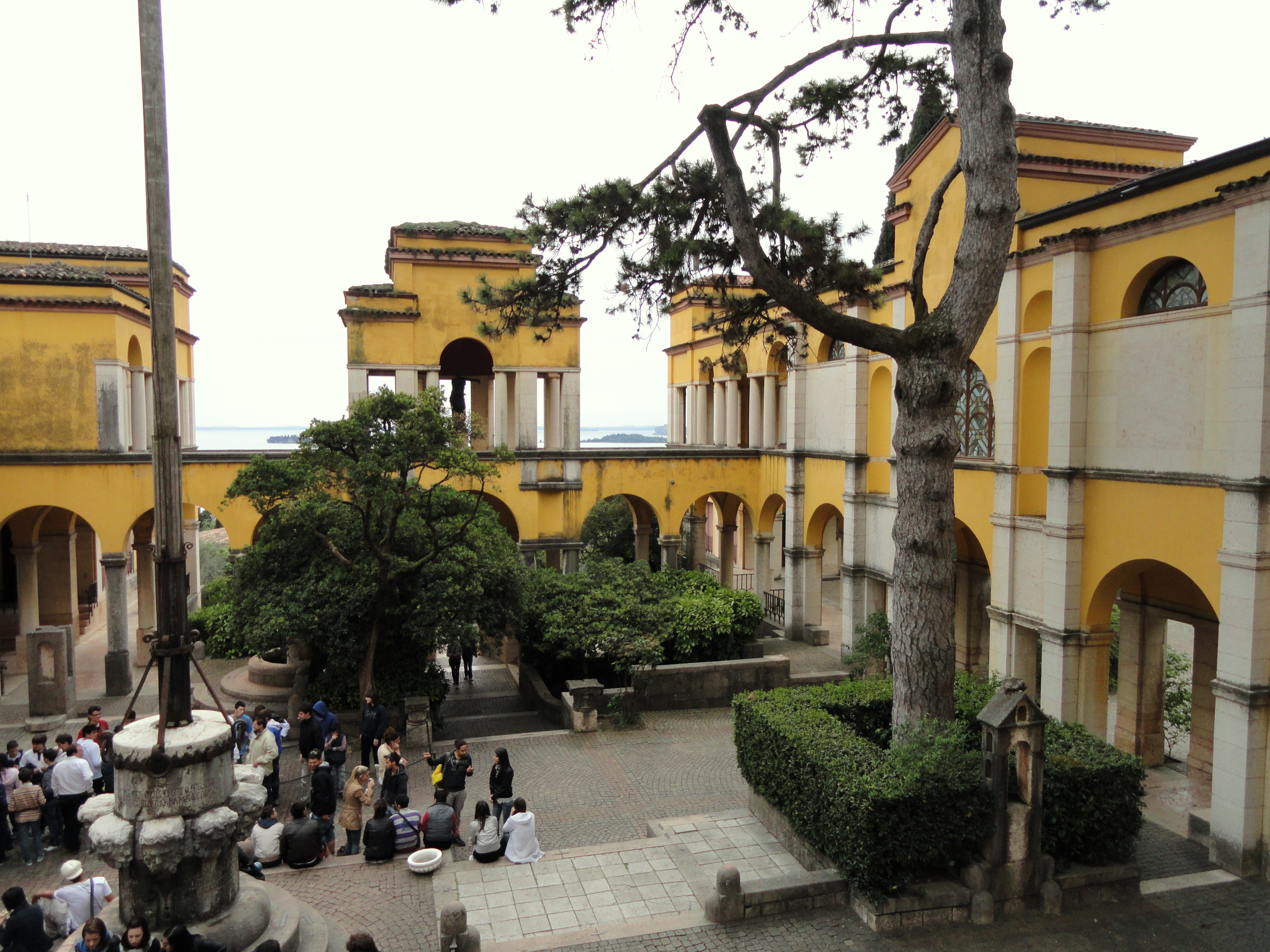

## Jumelages
Arcachon (France) depuis 1968

## Galerie de photos

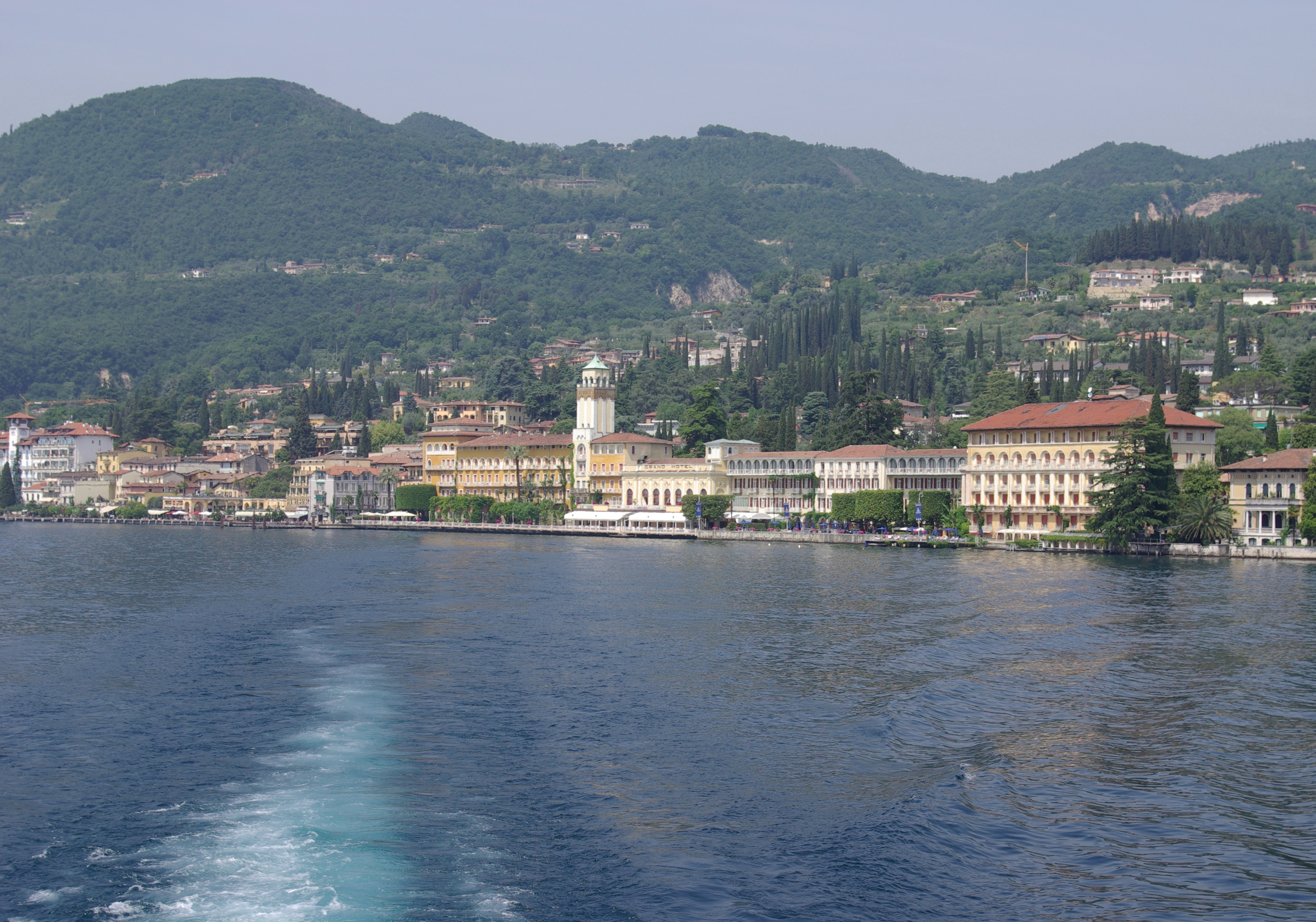
Vue du lac.
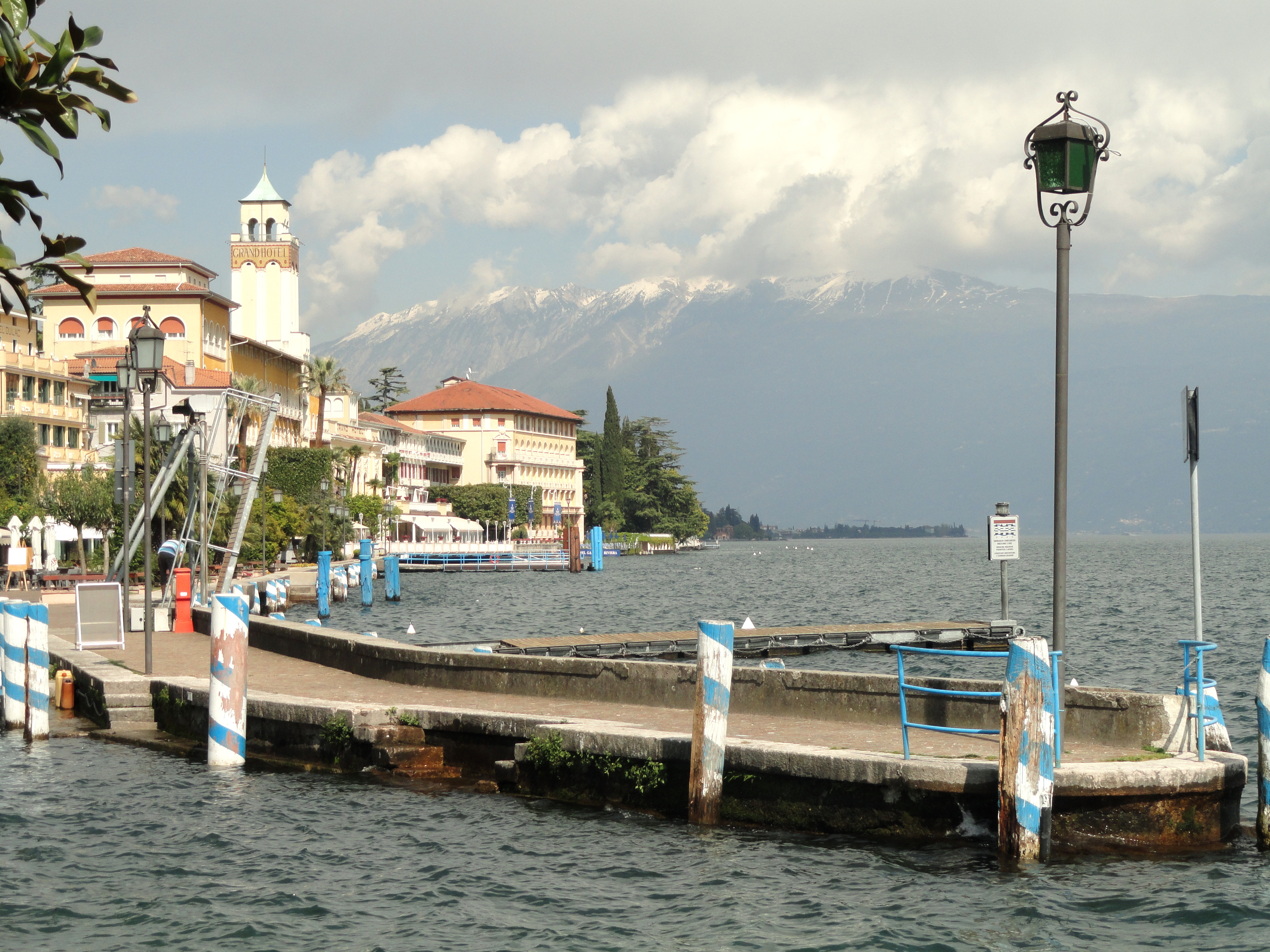
Quais.
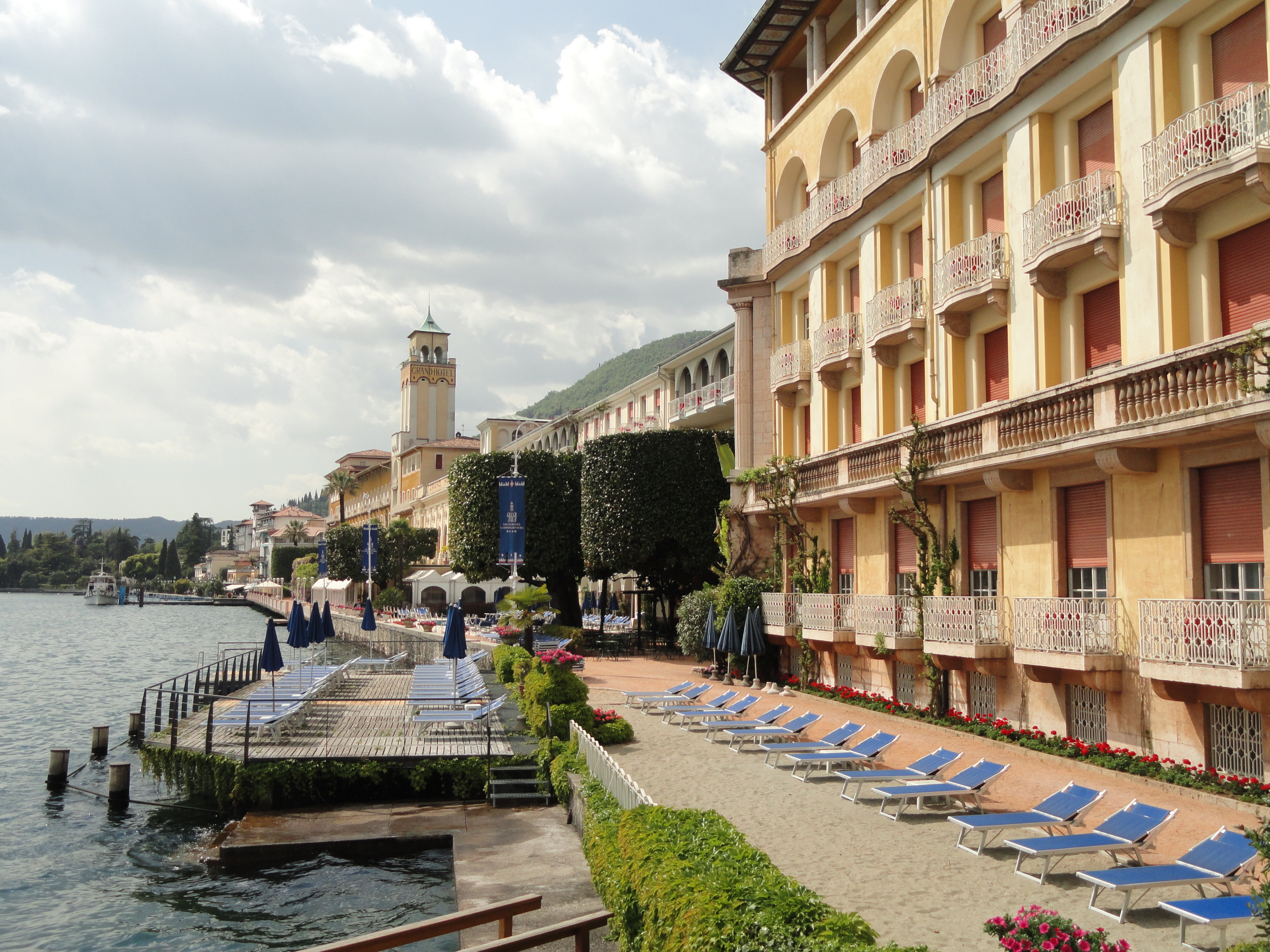
Promenade du lac.
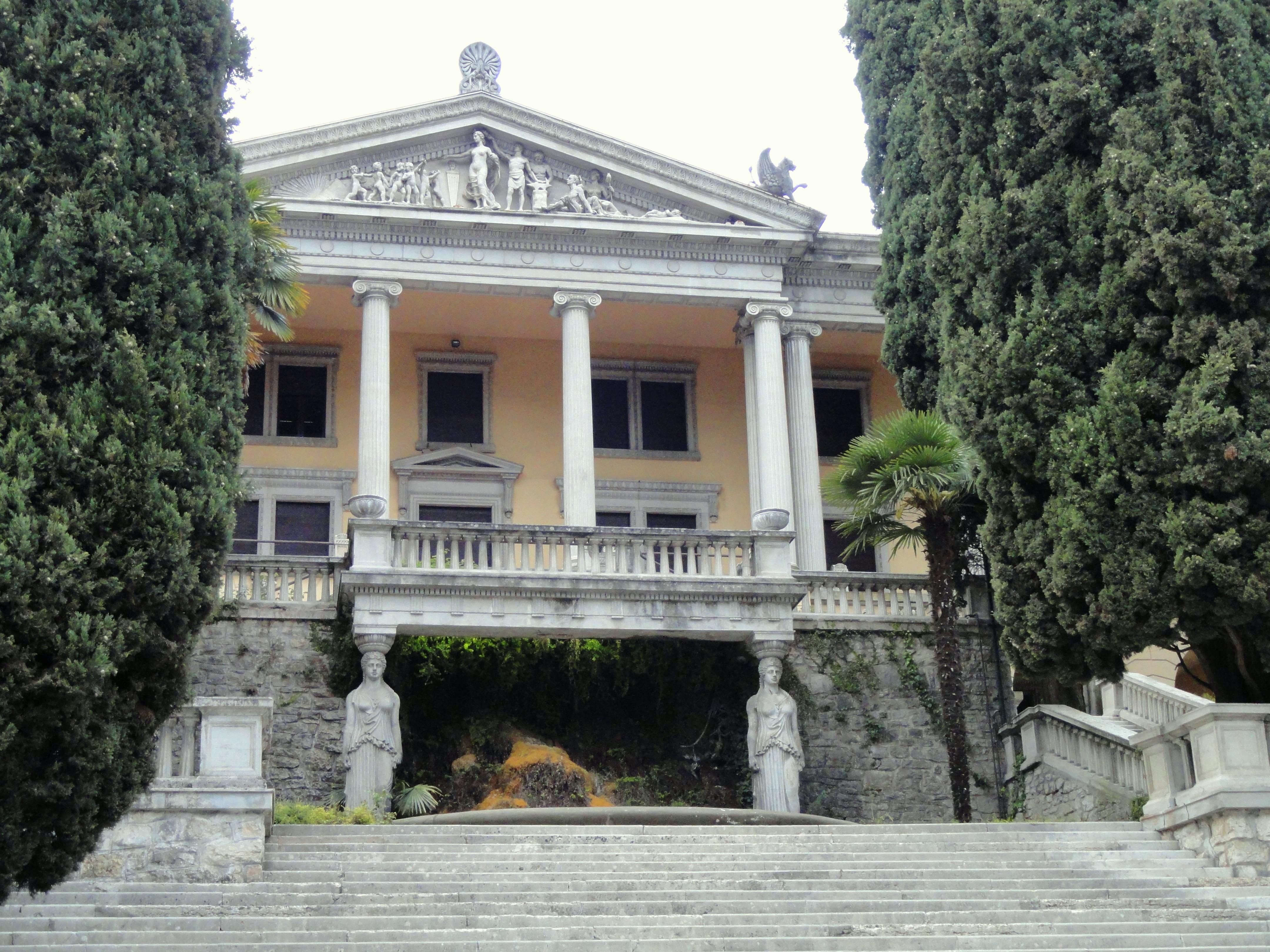
Villa Alba.
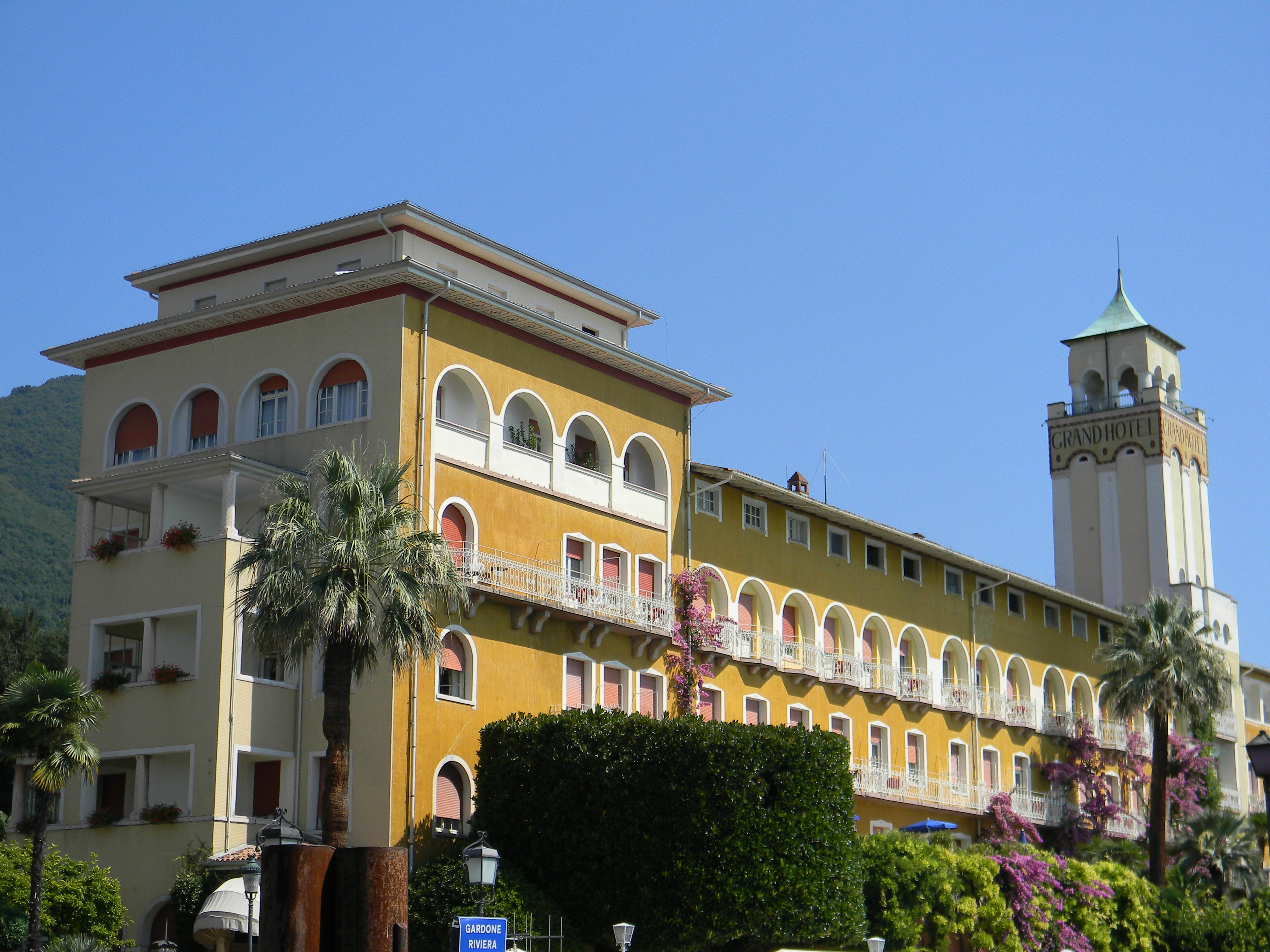
Grand Hotel.